# Bonatea (orquídea)
Bonatea é um género botânico pertencente à família das orquídeas (Orchidaceae).

## Espécies
1. Bonatea antennifera Rolfe, Gard. Chron., III, 1905: 450 (1905).
2. Bonatea boltonii (Harv.) Bolus, J. Linn. Soc., Bot. 19: 340 (1882).
3. Bonatea cassidea Sond., Linnaea 19: 81 (1846).
4. Bonatea lamprophylla J.Stewart, Amer. Orchid Soc. Bull. 47: 995 (1978).
5. Bonatea polypodantha (Rchb.f.) L.Bolus, Fl. Pl. South Africa 8: t. 302 (1928).
6. Bonatea porrecta (Bolus) Summerh., Kew Bull. 4: 430 (1949).
7. Bonatea pulchella Summerh., Kew Bull. 17: 529 (1964).
8. Bonatea rabaiensis (Rendle) Rolfe in D.Oliver & auct. suc. (eds.), Fl. Trop. Afr. 7: 253 (1898).
9. Bonatea saundersioides (Kraenzl. & Schltr.) Cortesi, Ann. Bot. (Rome) 2: 363 (1905).
10. Bonatea speciosa (L.f.) Willd., Sp. Pl. 4: 43 (1805).
11. Bonatea stereophylla (Kraenzl.) Summerh., Kew Bull. 4: 430 (1949).
12. Bonatea steudneri (Rchb.f.) T.Durand & Schinz, Consp. Fl. Afric. 5: 90 (1894).
13. Bonatea volkensiana (Kraenzl.) Rolfe in D.Oliver & auct. suc. (eds.), Fl. Trop. Afr. 7: 253 (1898).